# 吳文嘉
吴文嘉（1963年10月22日—，台湾台南將軍鄉（今將軍區）人，國際乒乓球名将，直拍快攻打法，人称“小霸王”，曾擔任中华台北乒乓球队男队主教练。最佳世界排名第26。曾參加過1988年漢城奧運、1996年亞特蘭大奧運和2000年的雪梨奧運。也於2004年雅典奧運和2008年北京奧運中擔任中华台北隊教練。

## 主要比賽紀錄
- 15歲時首度當選國手並獲全國冠軍
- 1985年參加美國公開賽，擊敗世界冠軍中國的江嘉良
- 1994年廣島亞運，搭配陳靜獲得混雙銅牌
- 1998年曼谷亞運男子團體銅牌、搭配郭智翔男子雙打銅牌
- 1988年漢城奧運、1996年亞特蘭大奧運、2000年雪梨奧運國家代表隊
- 1980年至1997年共獲得22次單/雙打全國冠軍

## 主要執教紀錄
- 2004年希臘雅典奧運、2008年北京奧運國家隊教練
- 2006年杜哈亞運國家隊教練，獲一銅
- 2007年克羅埃西亞世界盃桌球錦標賽國家隊教練，獲一銅
- 2009年塞爾維亞世界大學運動會國家隊教練，獲二金[3]